# Шарль Плюм'є
Шарль Плюм'є́ (фр. Charles Plumier; 20 квітня 1646 — 20 листопада 1704) — французький ботанік, токар.

## Біографія
Народився в Марселі, в шістнадцять років вступив до монашого чину мінімів. Вивчав математики і фізики, виготовляв фізичні інструменти, був чудовим креслярем, маляром і токарем. Коли його скерували до французького монастиря Триніта-деї-Монті в Римі, Плюм'є вивчав ботаніку. Після повернення у Францію став учнем Жозефа Піттона де Турнефора і здійснив з ним декілька мандрівок.
З Південної Америки Плюм'є привіз зразки нових рослин. Ним були відкриті Magnolia L. (названа в честь французького ботаніка П'єра Маньоля) і Begonia L. (названа в честь покровителя Плюм'є, Мішеля Бегона)
Досліджував також узбережжя Франції: Прованс і Лангедок. В 1689 році в складі урядової експедиції виїхав на французькі Антильські острови. Після завершення експедиції, результати якої були визнані дуже цінними, Плюм'є був призначений королівським ботаніком. В 1693 році за дорученням короля Людовика XIV він здійснив другу подорож на Антильські острови і в Центральну Америку. В подорожі по Вест-Індії його супроводжував домініканський монах-ботанік Жан-Батіст Лаба.
Помер в 1704 році в Пуерто де Санта Марія недалеко від Кадіса, готуючись здійснити свою четверту експедицію в Перу.

## Праці
- фр. «Description des plantes de l'Amérique», Paris, imprimerie royale, 1693, in folio (Опис рослин Америки).
- фр. «Traité des fougères de l'Amérique», Paris, 1705, in folio (Опис папоротей Америки).
- фр. «Nova plantarum americanarum genera», Paris, 1703-1704. (Нові роди рослин Америки)
- «Traité des fougères de l'Amérique», Paris, 1705.
- «L'Art de tourner ou de faire en perfection toutes sortes d'ouvrages au tour», Lyon, 1701.
- «Plantarum americanarum, quas olim Carolus Plumierus detexit», Amsterdam, 1707-1780.

a також багато рукописів і малюнків, що зберігаються в Національній бібліотеці і в Музеї природничої історії в Парижі.

## Рослини, яким дав назву Плюм'є
Рід Лобелія (Lobelia L.) названий ним в честь ботаніка Маттіаса де Л’Обеля.
Ним були відкриті Магнолія (Magnolia L.) (названа на честь французького ботаніка П'єра Маньоля), Фуксія (Fuchsia L.) (названа на честь німецького ботаніка Леонарта Фукса) і Бегонія (Begonia L.) (названа на честь покровителя Плюм'є, Мішеля Бегона).

## На честь Плюм'є названо
Рід рослин Плюмерія (Plumeria L.).